# Peritero
Il peritèro (comp. di peri- e tema del gr. ϑηράω «dare la caccia, cercare») o cercatore ultrasuono, dotato di portata limitata a poche decine di metri, è stato un apparecchio usato soprattutto durante la prima guerra mondiale. Il suo funzionamento, come quello dello scandaglio, era basato essenzialmente sulla legge fisica della riflessione delle oscillazioni, che però venivano irradiate orizzontalmente anziché verticalmente.
Fu il precursore dell'ASDIC. 